# قصر أبو نصر

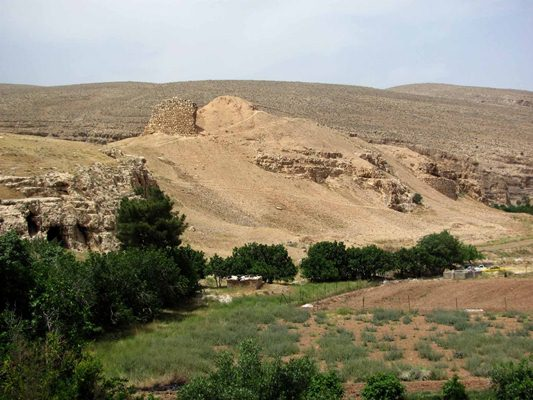

قصر أبو نصر أو تخت سليمان هو اسم قصر تاريخي في مدينة شيراز في محافظة فارس الإيرانية. ووفقا للدراسات الأثرية القلعة بُنيت في الإمبراطورية البارثية، وكان موقعها استراتيجي في الإمبراطورية الساسانية. وجد علماء الآثار الكثير من الآثار المختلفة مثل الدراخما ووجدوا كذلك الحرف الفنية والتي تعود إلى فترات تاريخية مختلفة مثل الإمبراطورية الأخمينية، وإمبراطورية سلوقيون، والإمبراطورية البارثية والإمبراطورية الساسانية. وفي عام 1932 اُعتُمد اسم هذا القصر في القائمة التاريخية الإيرانية باسم تخت سليمان. ولكن عند غزو المسلمين للإمبراطورية الفارسية قاموا بتسمية هذا القصر بـقصر أبو نصر.